# Edip
Edip ist ein türkischer männlicher Vorname mit der Bedeutung Schriftsteller, Gelehrter.

## Namensträger

### Vorname
- Edip Akbayram (1950–2025), türkischer Komponist und Sänger
- Edip Sekowitsch (1958–2008), jugoslawisch-österreichischer Boxer
- Edip Sigl (* 1985), türkisch-deutscher Koch
- Edip Yüksel (* 1957), in den USA lebender türkischer Publizist und Koranübersetzer

### Zwischenname
- Halit Edip Başer (1942–2021), türkischer General
- Sedat Edip Bucak (* 1960), türkischer Großgrundbesitzer und Abgeordneter (1991–2002)
- Mustafa Edip Servet (1881–1960), türkischer Stabsoffizier, Abgeordneter und Freimaurer

## Weiteres
- Halide Edip Adıvar SK, türkischer Fußballverein aus Istanbul